# Takehito Suzuki
Takehito Suzuki (jap. 鈴木 健仁 Suzuki Takehito; ur. 11 czerwca 1971) – japoński piłkarz występujący na pozycji obrońcy.

## Kariera klubowa
Od 1992 do 2003 roku występował w klubach Yokohama Marinos, Kyoto Purple Sanga, Gamba Osaka, Vissel Kobe i Vegalta Sendai.